# 凯撒宫酒店
凱薩宮酒店（英語：Caesars Palace）是位於美國內華達州天堂市賭城大道上的豪華酒店及賭場，由凱薩娛樂公司持有並經營。酒店坐落在賭場大道的西側，介於百樂宮和幻景酒店之間。酒店由六棟大樓組成，分別命名為奧古斯特（Augustus）、百夫長（Centurion，現為松久酒店（Nobu Hotel））、羅馬（Roman）、皇宮（Palace）、屋大維（Octavius）和廣場（Forum），共計有3,960間客房。此外酒店內另有一個面積達300,000平方英尺（28,000平方）的會展中心。

## 歷史

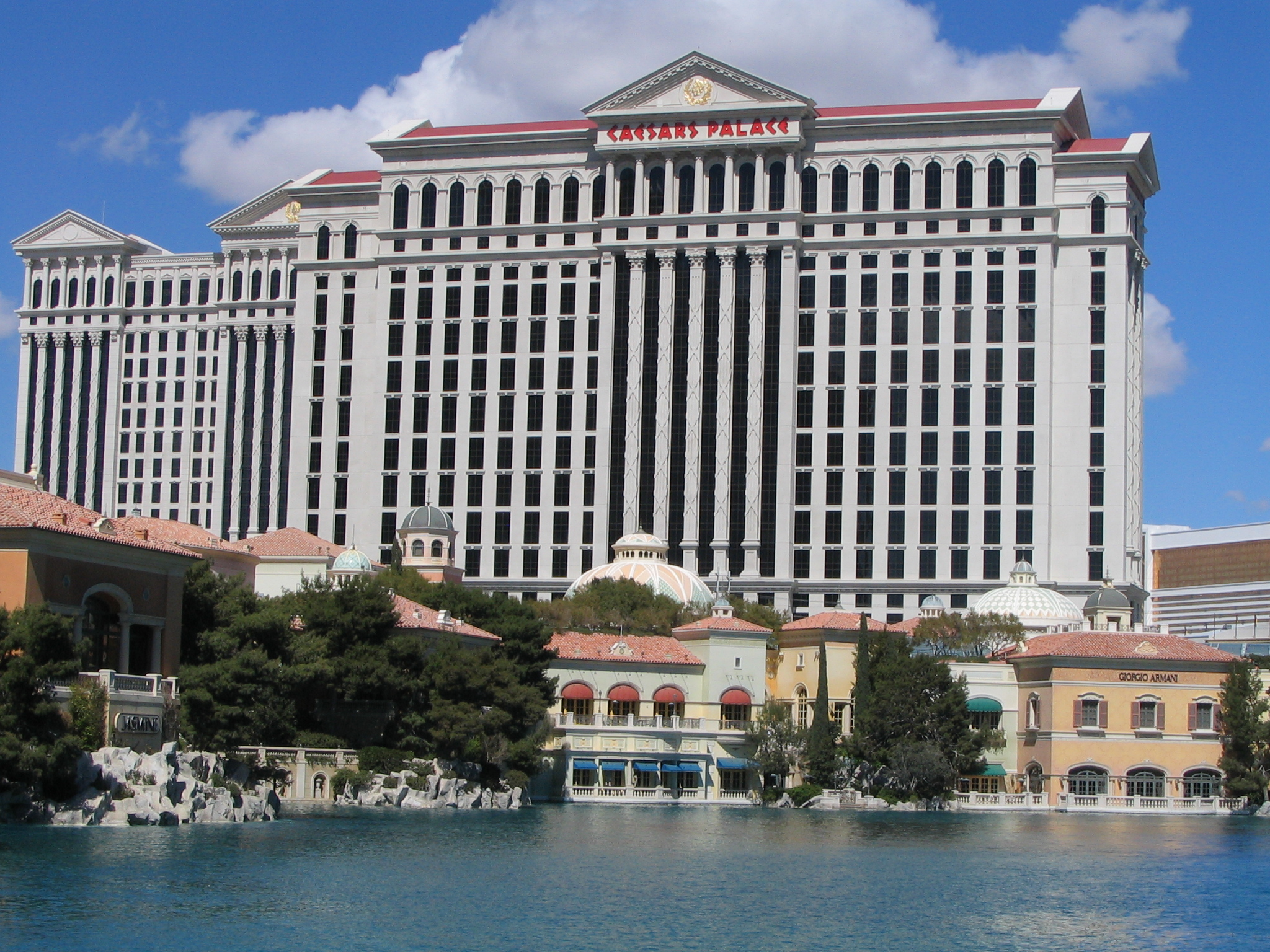
越過百利宮酒店的湖泊眺望凱薩宮酒店

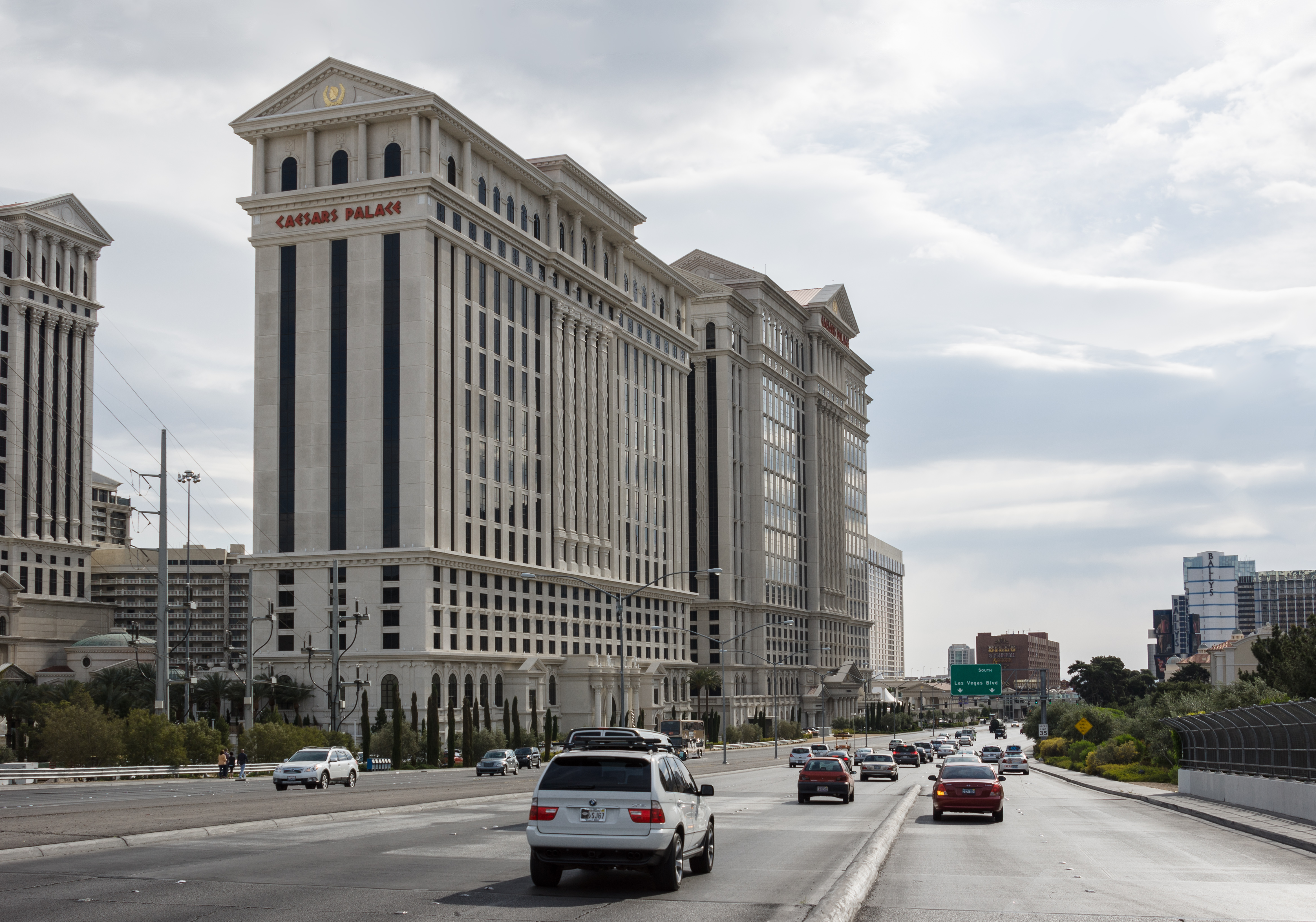
從佛朗明哥路望向凱薩宮酒店

在1962年，汽車旅館經營者傑·沙諾（Jay Sarno）向美國中部卡車司機基金會（Teamsters Central States Pension Fund）借貸了3,500萬美元，預計在柯克·科克萊恩（Kirk Kerkorian）持有的土地上建造一間酒店。隨後沙諾成為了酒店的設計者。飯店的第一棟14層大樓在1962年開始動工，大樓佔地34英畝（14公頃），共有680間客房。
起初沙諾無法決定酒店的名稱，最後他決定將飯店命名為凱薩宮，與羅馬將軍尤利烏斯·凱薩同名，沙諾認為這個名稱能讓人有皇室的印象。沙諾將酒店的興建工程發包給多間廠商，包括保存至今的羅馬造景、曾舉辦許多活動的噴泉，以及酒店附屬的泳池等。凱薩宮酒店在1966年8月5日落成啟用。
在1969年，聯邦組織犯罪小組指控賭場的財務長傑若·札洛維茲（Jerome Zarowitz）與紐約和新英格蘭的犯罪組織人物有密切關聯。傑·沙諾和其他的投資者被要求將酒店和賭場公開出售。同年連鎖餐廳盧姆斯（Lum's）以6,000萬美元買下了凱薩宮酒店。盧姆斯隨即暫停餐廳的營運業務，並將公司名稱改為「凱薩世界」（Caesars World）。1969年7月15日，酒店的管理高層為新的擴建計劃主持了動土儀式，同時也在現場埋下了一顆時間膠囊，但膠囊在數天後遭竊。這座新建的百夫長塔（Centurion Tower）在1970年完工。這座14層高的大樓耗資420萬美元。
1973年，戴爾·偉博公司（Del Webb）獲得凱薩宮旁另一棟16層高樓的建設合約。該棟大樓在1975年完工。

### 1980年代
在1981年，凱薩世界的股東珀爾曼兄弟（Perlmans）在試圖取得紐澤西州大西洋城的賭場執照後，將他們的凱薩世界股份出售。紐澤西賭場管理委員會指控珀爾曼兄弟和組織犯罪者有商業上的往來。

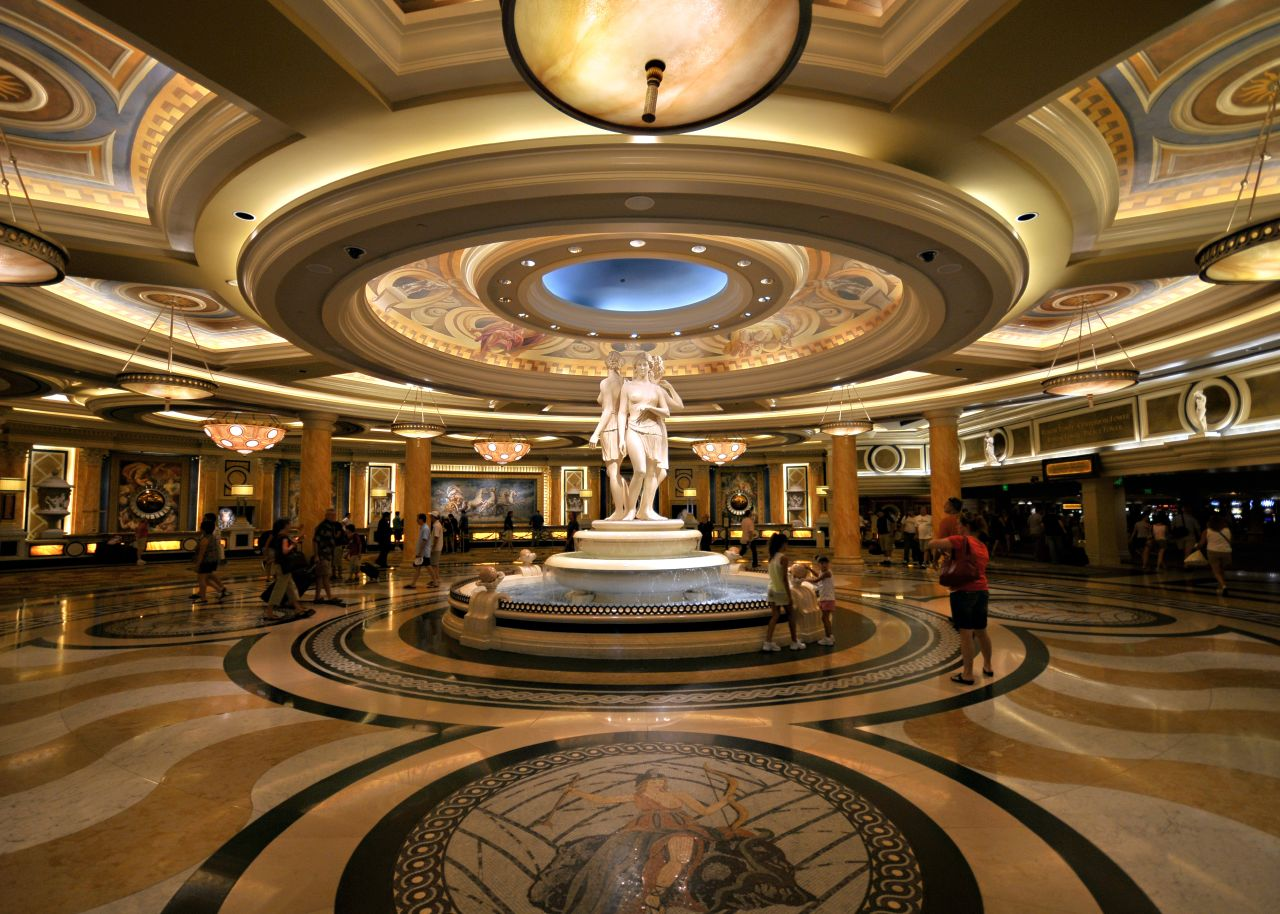
凱薩宮酒店大廳

### 1990年代

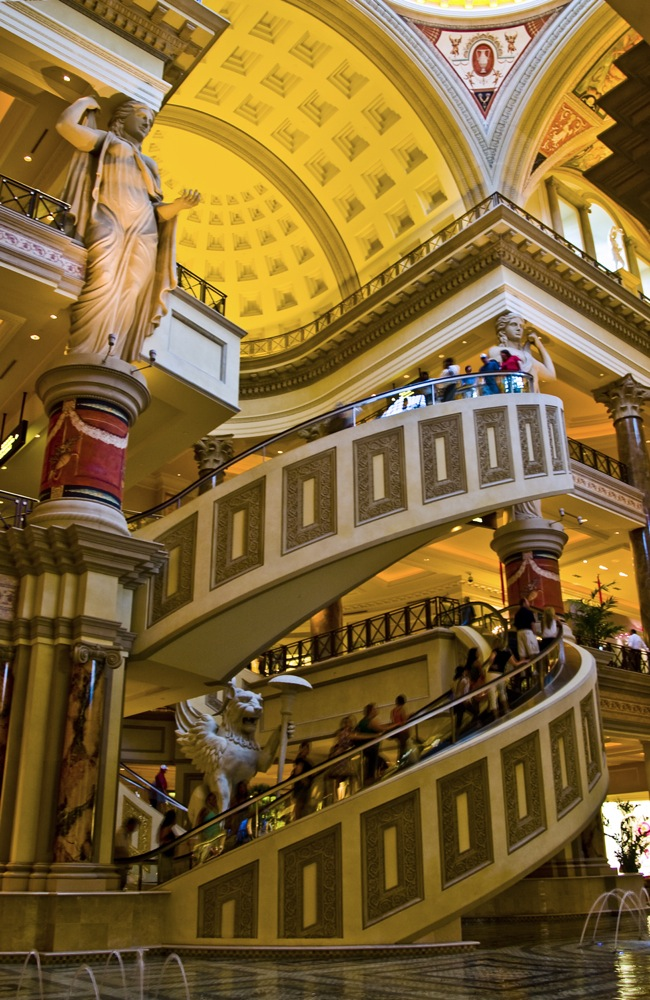
廣場商店街（Forum Shops）內的螺旋電扶梯

隨著時間進入1990年代，酒店的管理者希望能營造新的氣氛，在此時許多拉斯維加斯的大型酒店皆開始著手籌備現代化。
凱薩宮廣場商店街（The Forum Shops at Caesars）在1992年開幕，這是拉斯維加斯第一間以觀光景點形態設計的高級精品商場。

### 2000年代
凱薩宮酒店完成了名為「廣場」（Plaza）的擴建計劃。在露天開放式的區域內設有名人主廚布萊利·歐登（Bradley Ogden）主持的餐廳，以及名為「競技場」（Colosseum）的表演劇場。其中席琳·迪翁和艾爾頓·強等歌手固定會在劇場中演出。競技場劇場是為了席琳·迪翁的《A New Day...》表演節目量身設計，該節目由曾任太陽劇團導演的法蘭克·杜瑞哥（Franco Dragone）負責製作。《A New Day...》並創下拉斯維加斯演出節目的票價記錄，每張票的價格可高達220美元，但座位卻依然經常銷售一空。
奧古斯特塔（Augustus Tower）在2005年開幕，由博格曼沃爾斯事務所設計，樓高26層。
在2005年，哈拉斯娛樂（Harrah's Entertainment）併購了凱薩娛樂公司，成為凱薩宮酒店的所有權人。
在2006年，凱薩宮酒店內餐廳共獲得四顆米其林星。其中兩顆星由「Guy Savoy」餐廳獲得，另外「Bradley Ogden」和「Mesa Grill」各獲得一顆星。

### 屋大維塔與擴建計劃
在奧古斯特塔獲得成功後，凱薩娛樂公司計劃增建新的屋大維塔和運動賽事場館。新的運動賽事場館將取代現有的活動中心。擴建計劃估計將耗資10億美元，原定在2009年夏季開幕。在2009年1月，哈拉斯宣布由於飯店客房供過於求，屋大維塔將延期開幕。屋大維塔最後在2012年1月落成啟用。

## 資料來源
1. ↑  Stutz, Howard. . Casino City Times. 2011-12-15  [2012-01-09]. （原始内容存档于2018-05-05）.
2. ↑  . Caesars Entertainment.   [2011-12-03]. （原始内容存档于2014-03-21）.
3. ↑  Super Casino by Pete Earley; Bantam Books 2000 ISBN 0-553-09502-1
4. ↑  Karasik, Ellen. . Montreal Gazette. Philadelphia Inquirer. 1979-04-28  [2012-04-21]. （原始内容存档于2015-12-22）.
5. ↑  Jones, Chris. . Casino City Times. Gaming Wire. 2004-07-21  [2012-04-21]. （原始内容存档于2013-10-06）.
6. ↑  . University of Nevada, Las Vegas Libraries. August 23, 2012  [2012-10-20]. （原始内容存档于2012-10-14）.
7. ↑  Lyall, Sarah. . New York Times. 1988-01-06  [2011-09-09]. （原始内容存档于2009-09-01）.
8. ↑  Vegas.com
9. ↑  .   [2014-02-19]. （原始内容存档于2014-04-05）.
10. ↑  Benston, Liz. . Las Vegas Sun. January 12, 2009  [January 13, 2009]. （原始内容存档于2014-04-26）.
11. ↑  Stutz, Howard. . Las Vegas Review Journal. September 14, 2011  [September 25, 2011]. （原始内容存档于2012-09-10）.

## 外部連結
- 凱薩宮酒店官方網站（页面存档备份，存于）
- 凱薩宮酒店歷史照片（页面存档备份，存于）